# Johann Christoph Gottsched

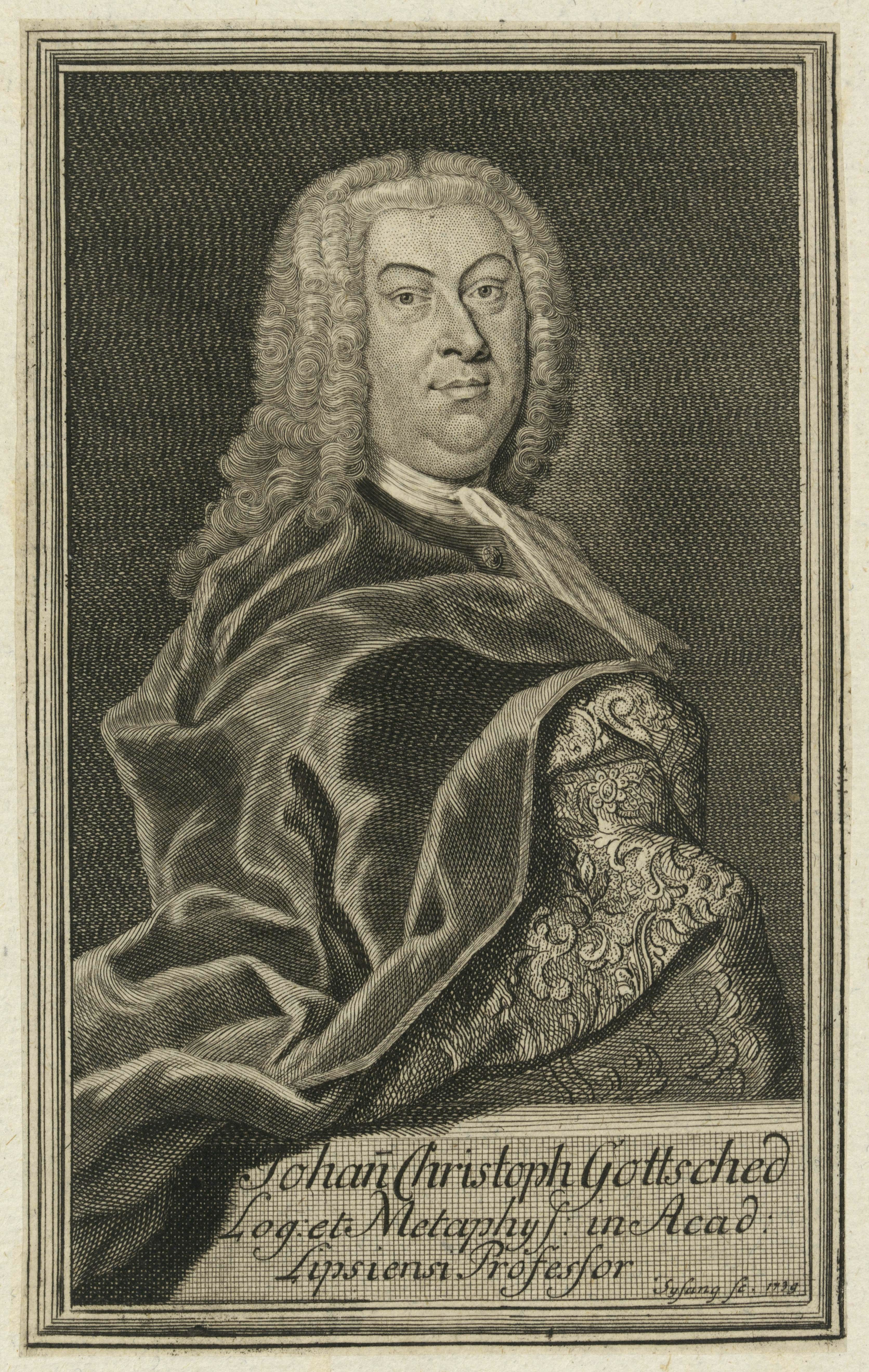
Johann Christoph Gottsched (1739)

Johann Christoph Gottsched (2. únor 1700, Judithenkirch — 12. prosinec 1766, Lipsko) byl německý dramatik, literární kritik a divadelní teoretik, představitel raného osvícenství. Jeho hlavním cílem bylo povýšit německou kulturu na úroveň francouzské, jeho vzorem byl zejména francouzský klasicismus. Divadlo pojímal jako nástroj morální výchovy. Rozvinul vlastní koncepci rétorické gestikulace, jíž se dnes někdy říká "lipský styl". Spolupracoval s divadelním souborem herečky Caroliny Neuberové. V jeho době byla nejvíce ceněna hra Umírající Cato, která byla dlouho považována za vzor německé tragédie. Byl profesorem na univerzitě v Lipsku.

## Život
Narodil se ve farářské rodině ve vesničce nedaleko tehdejšího pruského Königsbergu (Královce, dnes Kaliningrad na území Ruska). Vystudoval umění, filologii a filozofii v Královci. Aby se vyhnul vojenské službě v pruské armádě, prchl s bratrem roku 1724 do Lipska, kde se stal vychovatelem v rodině známého polyhistora profesora Menckea.
Roku 1725 začal učit na Lipské univerzitě, jeho první přednášky byly věnovány filozofii Leibnizově a Wolffově. Roku 1730 zde byl jmenovan profesorem poetiky, roku 1737 logiky a metafyziky. Nakonec na Lipské univerzitě získal místo "decemvira" (decanus) a "seniora".
Roku 1726 se Gottsched stal předsedou Poëtische Gesellschaft, za rok ji přejmenoval na Deutsche Gesellschaft. Později se s ní rozešel a založil vlastní spolek Gesellschaft der freien Künste.
K šíření svých názorů a prezentování uměleckých kritik vydával časopisy Die vernünftigen Tadlerinnen (Rozumné pomlouvačky, 1725-1726), Der Biederman (Poctivý muž, 1726), Beiträge zur kritischen Historie der deutschen Sprache, Poesie und Beredsamkeit (Příspěvky k dějinám německé řeči, poesie a výmluvnosti, 1732), Neuer Büchersaal, der schönen Wissenschaften und freien Künste (Nový knihovní sál krásných věd a svobodných umění, 1745 – 54), Das Neueste aus der anmuthigen Gelehrsamkeit (Poslední novinky z vlídné učenosti, 1751-1762).
V teorii i tvorbě věnoval se zejména dramatu. Kritizoval, že jak z komedie, tak z opery byla vypuzena figura Hanswursta, tedy komická figurka typická pro německojazyčné divadlo v 16. a 17. století, která měla kořen patrně ve středověkých karnevalech. Ve svém díle se snažil tuto postavu navrátit na jeviště. Usiloval rovněž o návrat tzv. Hauptaktionen a Staatsaktionen, tedy typu her velmi populárních v 17. století, jimž dominovala postava kašpara, a které se vyznačovaly častým roztodivným dováděním mnoha postav na jevišti. Když do Lipska zavítala roku 1727 divadelní společnost Caroline Neuberové, Gottsched ji přesvědčil, aby stála v čele jeho divadelní reformy a začal pro ni překládat francouzské hry a psát hry vlastní. Tragédie Der sterbende Cato z roku 1732 byla napsána dle Addisonova vzoru a přísně v ní bylo dodržováno Aristotelovo pravidlo tří jednot. Gottsched a jeho žáci toto dílo považovali za prototyp a formální vzor žánru tragédie.
Vydal také sbírku "vzorových her", kam zařadil práce své, Schlegelovy, Quistorpovy, Uhlichovy, Racinovy, Corneillovy, Voltairovy, Destouchesovy, Molièrovy aj.
Dnes je však nejvíce ceněna jeho kniha Nöthiger Vorrath zur Geschichte der deutschen dramatischen Dichtkunst (Nezbytný materiál k dějinám německé dramatické poezie, 1757–65), kde chtěl sepsat celou německou dramatickou produkci z let 1450-1760. Ač dílo nedokončil, je dnes cenným pramenem poznání starého německého divadla.
Usiloval též o obrodu němčiny a snažil se z ní vyloučit cizí slova. Je také uváděn jako ten, kdo počátkem 18. století povýšil na pravidlo dosavadní tiskařskou zvyklost psát všechna podstatná jména s velkým počátečním písmenem.
Ottův slovník naučný ho hodnotil takto: "V l. 1729 – 40 pokládán Gottsched za jedinou autoritu ve věcech týkajících se theorie poesie, ač jemu samému rozdíl mezi rhétorikou a poesií jasný nebyl, což bylo v podstatě příčinou, že zaujal v kritice postavení nesprávné. Bylť ostatně Gottsched muž příliš střízlivý a pedantický, kterýmiž vlastnostmi sice vystačil, aby kritisoval bombast a nechutnou rozplizlost Lotensteinovy slezské školy, aby však mohl býti aesthetickým kritikem nebo docela básníkem, na to byl zase příliš prost veškeré fantasie. Počátkem let čtyřicátých zahájená polemika se Švýcary Bodmerem a Breitingerem valně jeho jménu ublížila. Přívrženstvo jeho se menšilo, a když ve své domnělé neomylnosti docela i proti Lessingovi a Klopstockovi se obrátil, stalo se jméno jeho k posměchu a trvalo dlouho, než novějším badáním (Gervinus, Wackernagel a hlavně Danzel) opět povznesen byl a zásluhy jeho oceněny."

## Fotogalerie

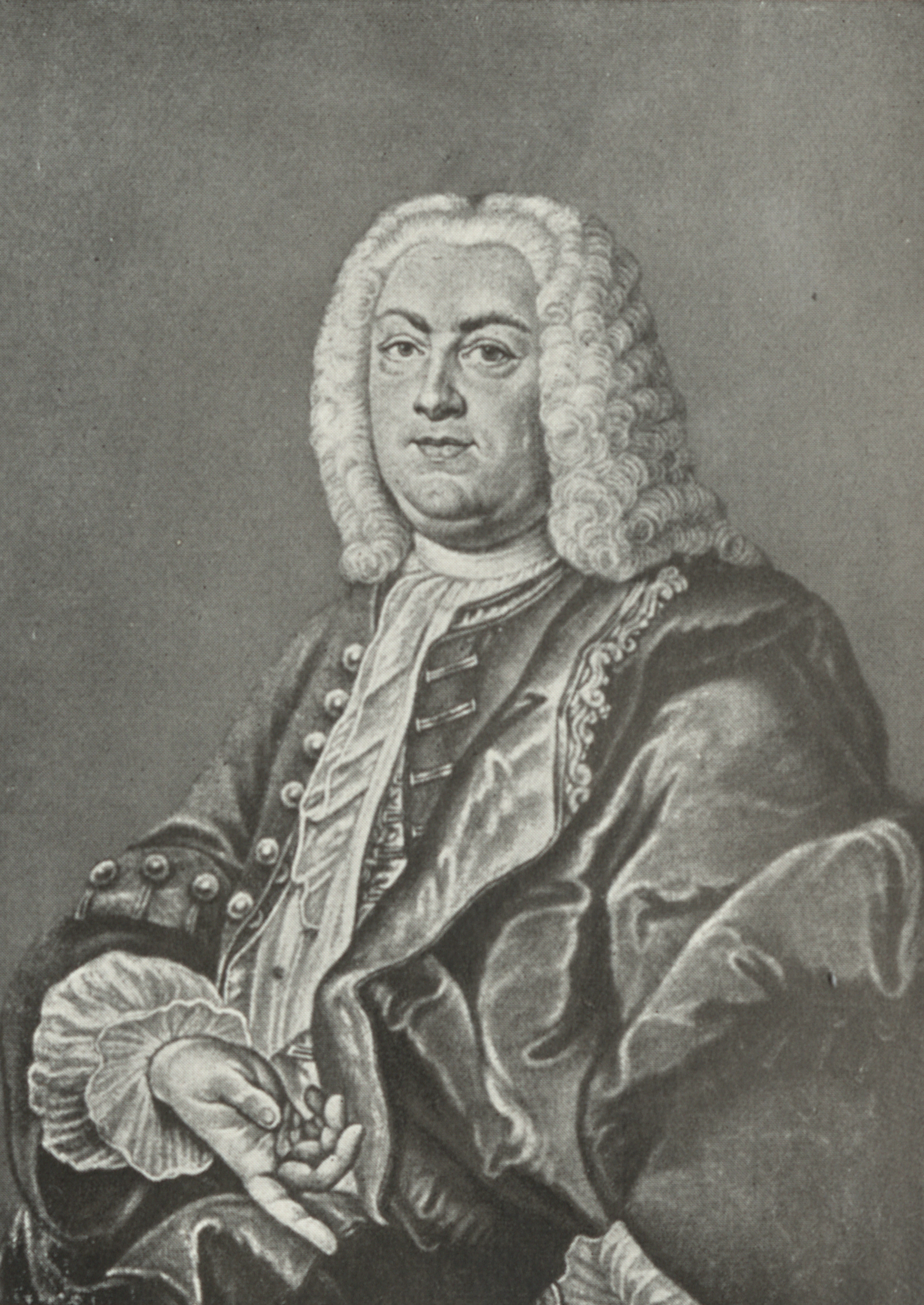
Johann Christoph Gottsched (1744)
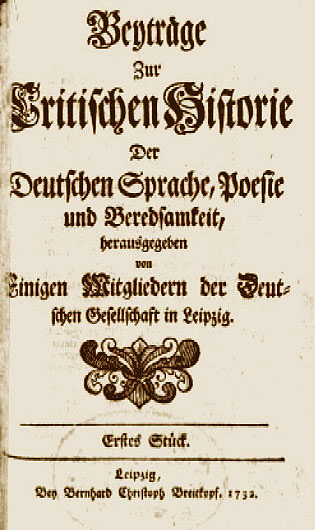
"Beyträge zur Critischen Historie der Deutschen Sprache, Poesie und Beredsamkeit" (Leipzig, 1732)
- "Des noethigen Vorraths zur Geschichte der deutschen Dramatischen Dichtkunst" (1765)
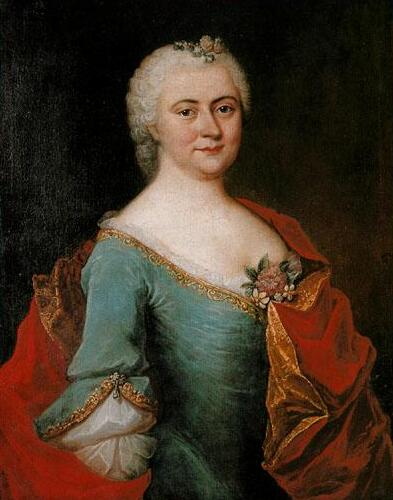
Gottschedova první manželka, Luise Adelgunde Victorie Gottsched (roz. Kulmus, 1713 – 1762), zvaná 'Gottschedin'
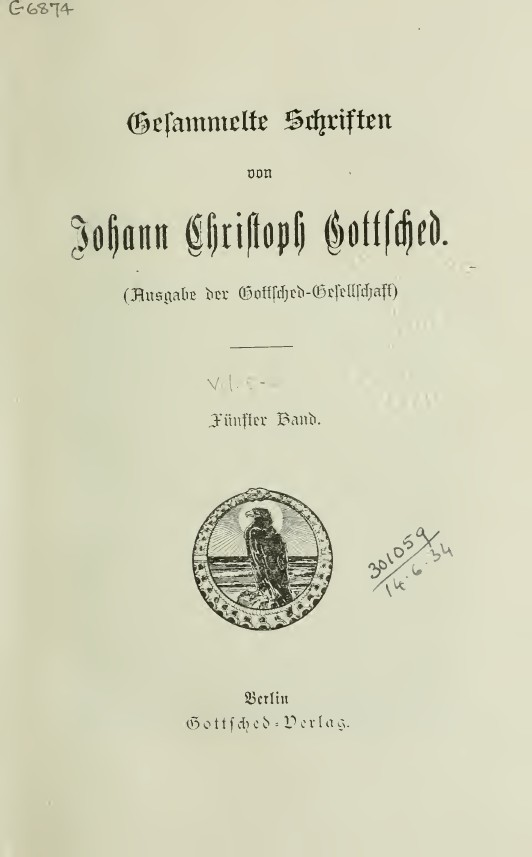
Gottsched, Gedichte (Básně)